# Cordilura aricioides
Cordilura aricioides är en tvåvingeart som först beskrevs av Zetterstedt 1855.  Cordilura aricioides ingår i släktet Cordilura och familjen kolvflugor.
Artens utbredningsområde är Sverige. Inga underarter finns listade i Catalogue of Life.